# Partido de los Rinocerontes de Canadá
El Partido de los Rinocerontes (en francés: Parti Rhinocéros, en inglés: Rhinoceros Party) fue un partido político oficial de Canadá activo entre las décadas de 1960 y  1990. Operando de acuerdo con la tradición canadiense de sátira política, su credo básico fue la promesa de «no cumplir ninguna promesa». En su afán de sorprender y divertir a sus posibles electores, hicieron numerosas propuestas imposibles y ridículas.
Fue fundado en 1963 por Jacques Ferron, quién se auto-otorgó el título de "Éminence de la Grande Corne du parti Rhinoceros" (Eminencia del Gran Cuerno del Partido de los Rinocerontes). En la década de 1970, un grupo de artistas se unió al partido y crearon una plataforma política humorística como contestación a las elecciones federales. Ferron (1979), el poeta Gaston Miron (1972) y el cantante Michel Rivard (1980) compitieron con el Primer Ministro Pierre Trudeau por la presidencia del país. 
El partido proclamó ser descendiente espiritual de Cacareco, un rinoceronte brasileño candidato a la alcaldía de São Paulo en 1958, y considera a Cornelius I, un rinoceronte del Zoo Granby, al este de Montreal, como su líder. Afirman que los rinocerontes son un apropiado símbolo de la clase política ya que, por naturaleza, son «de piel gruesa, de movimiento lento aunque se pueden mover rápido como demonios cuando están en peligro y tienen largos y peludos cuernos creciéndoles en medio de la cara».
Algunos miembros del partido se definían como marxistas-lennonistas, una parodia que entremezcla al Marxismo-Leninismo con los hermanos Marx y John Lennon.
Usaba como logo la imagen del Rinoceronte de Durero, con las palabras «D'une mare à l'autre», traducción al francés canadiense del lema latino A mari usque ad mare.

## Programa político
Bryan Gold, miembro del partido, describió su plataforma política como «de dos pies de alto y hecha de madera. Mi plataforma es aquella sobre la que estoy», afirmó. Un candidato llamado Ted «not too» Sharp (apodo humoristico con el significado de «no muy espabilado») compitió contra la política Flora MacDonald en Ontario haciendo campaña con el lema «Fauna, not flora» (Fauna, no flora), prometiendo dar a la fauna una representación equitativa. También se posicionó respecto a la pena capital: «Si fue lo bastante buena para mi abuelo, es lo bastante buena para mí». En las elecciones canadienses de 1988, el partido compitió en la misma circunscripción contra el líder del Partido Liberal, John Turner, consiguiendo 760 votos. Penny Hoar, un activista del sexo seguro, distribuyó condones en Toronto con el eslogan «Los políticos te follan, protégete».
Otras promesas del Partido de los Rinocerontes fueron:
- Abolir la ley de la gravedad.[10][11]
- Pavimentar Manitoba para crear el aparcamiento más grande del mundo.[11]
- Instituir el inglés, francés y el analfabetismo como las tres lenguas oficiales de Canadá.[8]
- Derribar las Montañas Rocosas para que los habitantes de Alberta pudiesen ver el Océano Pacífico.[11]
- Hacer de Montreal la Venecia de Norte América mediante una presa en el río St. Lawrence.[12]
- Abolir el Medio Ambiente porque es demasiado difícil de limpiar y ocupa mucho espacio.[8]
- Anexionarse a los Estados Unidos, que se convertirían en el tercer territorio de Canadá (dado que Nunavut en realidad no existe).[13]
- Terminar con el crimen mediante la abolición de todas las leyes.[14]
- Pavimentar la Bahía de Fundy para crear más aparcamientos.[8]
- Convertir la calle Saint Catherine de Montreal en la bolera más larga del mundo.[8]
- Adoptar el sistema británico de conducción por la izquierda, que sería adoptado gradualmente a lo largo de 5 años: primero los camiones y tractores, después los autobuses y finalmente los turismos y las bicicletas.
- Vender el Senado de Canadá en una subasta de antigüedades en California.[11][13]
- Declarar la guerra a Bélgica porque en uno de los álbumes del cómic belga Las aventuras de Tintín se mata a un rinoceronte.[15]
- Ofrecer la paz a Bélgica en la guerra Belga-canadiense si Bélgica enviaba una caja de mejillones y una caja de cerveza belga a la sede del partido en Montreal. (De hecho, la Embajada belga en Ottawa lo hizo).[15]
- Prohibir los malos inviernos.[8]
- Renombrar el país como Nantucket.[8]
- Construir un puente que cruzara el país, desde la isla de Vancouver a Terranova.[16]
- Hacer la Autopista Transcanadiense de un único sentido.[16]
- Cambiar la moneda de Canadá al chicle, pudiendo así poder ser inflada o desinflada.[17]
- Donar un rinoceronte gratis a cada aspirante a artista.[13]
- Contar las Thousand Islands (mil islas) de Canadá para ver si Estados Unidos ha robado alguna.[7]

El partido también declaró que, en caso de ganar alguna elección, disolverían inmediatamente el gobierno y convocarían una segunda elección.[cita requerida]
Michel Rivard fue a la televisión (durante el tiempo gratuito asignado a los partidos políticos) y dijo: «No tengo sino dos cosas que decir: apio y acera. Muchas gracias, buenas noches».
El Partido de los Rinocerontes nunca consiguió ganar un escaño en el Parlamento. En las elecciones federales de 1984, sin embargo, ganó el cuarto puesto en número de votos, por detrás de los tres principales partidos políticos, pero por delante de muchos partidos menores bien establecidos. Los candidatos del partido quedaron algunas veces en el segundo puesto en algunas circunscripciones, humillando a los partidos tradicionales canadienses en el proceso. En las elecciones federales de 1980, por ejemplo,  nombraron candidata a una humorista profesional llamada Sonia «chatouille» Côté ('chatouille' significa cosquillas en francés) en la circunscripción de Laurier en Montreal. Côté quedó en segundo lugar, sólo detrás del candidato del Partido Liberal, pero por delante del resto de los grandes partidos: el tercer puesto fue para New Democrat, y el cuarto para el candidato Progresista Conservador Chatouille recibió casi dos veces más votos que el candidato «Progresista conservador».
Al principio de la historia del partido, cuando estaba formado principalmente por gente francófona de Quebec, eligieron como su traductor oficial a un miembro del partido que fue la única monolingüe de habla inglesa miembro del partido en ese momento.
Aunque no fue reconocido oficialmente en Estados Unidos, el antiguo jugador de béisbol Bill Lee compitió para Presidente de los Estados Unidos en 1988 por el partido de los Rinocerontes.

## Sucesores políticos
El partido se abstuvo durante las elecciones federales canadienses de 1993 debido a su desacuerdo con las nuevas normas que requerían que el partido tuviera candidatos en, al menos, 50 circunscripciones con un costo de 1.000 dólares por candidato.  El 23 de septiembre de 1993, el Jefe de la Oficina Electoral de Canadá, Jean-Pierre Kingsley, se negó a aceptar la abstención y ordenó el borrado del Partido de los Rinocerontes del Registo de Partidos Políticos de Canadá, eliminándolos del sistema político canadiense. Kingsley también se dirigió al agente oficial del partido, Charlie McKenzie, para liquidar todos los activos del partido, aunque siguiendo instrucciones del partido, McKenzie se negó. Después de dos años de cartas amenazantes, Ottawa rechazó perseguir a quien se proclamaba ser «el fugitivo menos buscado de Canadá».
François Gourd, un importante miembro, comenzó otro movimiento político, los «Entartistes», que atrajeron la atención en la década de 1990 por lanzar tartas de crema a la cara de varios políticos canadienses. En 2006 lideró un grupo que desde Neorhino.ca intenta recapturar el espíritu del Partido de los Rinocerontes, y compitieron con un candidato en las elecciones de Outremont. 
Otros miembros del partido fundaron el Partido Limón, que tratar de tener una perspectiva similar en la política provincial de Quebec.
Desde la disolución del partido, un gran número de candidatos independientes han reclamado informalmente el nombre de este a pesar de haber dejado de existir; así como también ha habido un gran número de intentos infructuosos de revivirlo como partido político legal. En 2001, Brian «Godzilla» Salmi, que recibió su alias por el traje de Godzilla que llevó durante su campaña; trató de revivir el Partido de los Rinocerontes para participar en las elecciones en la Columbia Británica. Si bien algunas de sus excentricidades le hicieron ganar algo de cobertura en los medios, sólo dos de sus candidatos (Liar Liar en el distrito Mount Pleasant de Vancouver y Helvis en el distrito de Burrard de Vancouver) aparecieron en las listas de votación, ya que como el partido necesitaba 1.000 dólares por candidato para registrarse les resultó complicado conseguirlos. Los candidatos sin registrar eran Geoff Berner, quien recibió cobertura nacional por prometer «cocaína y putas para los potenciales inversores». El partido se desbandó poco después. Salmi cambió después su nombre legalmente a Satán. En 2007, Salmi presentó una demanda contra el Gobierno Federal por las reglas electorales que llevaron a la disolución del Partido de los Rinocerontes, exigiendo 50 millones de dólares como indemnización. Como el nombre de Salmi era legalmente «Satán», la demanda fue presentada bajo el nombre de «Satán contra Su Majestad la Reina».

## Resultados electorales
| Elección | Votos        | Porcentaje | Escaños |
| -------- | ------------ | ---------- | ------- |
| 1965     | 321 (#14)    | 0,00%      | 0/265   |
| 1968     | 354 (#14)    | 0,00%      | 0/264   |
| 1972     | 1.565 (#6)   | 0,02%      | 0/264   |
| 1979     | 62.601 (#5)  | 0,55%      | 0/282   |
| 1980     | 110.597 (#5) | 1,01%      | 0/282   |
| 1984     | 99.178 (#4)  | 0,79%      | 0/282   |
| 1988     | 52.173 (#6)  | 0,40%      | 0/295   |
| 2008     | 2.122 (#14)  | 0,02%      | 0/308   |
| 2011     | 3.800 (#10)  | 0,03%      | 0/308   |
| 2015     | 7.263 (#10)  | 0,04%      | 0/338   |
| 2019     | 9.538 (#8)   | 0,05%      | 0/338   |
| 2021     | 6.085 (#10)  | 0,04%      | 0/338   |